# Трона
Трона (англ. trona, urao) — мінерал класу карбонатів, водний кислий карбонат натрію.
Синоніми: троніт, урао.

## Етимологія та історія
Назва «трона» походить від арабського слова «tròn», що є короткою назвою соди (бікарбонат натрію). Його коріння, однак, навіть старше. Назва мінералу також зустрічається в івриті נטרן (натруна) і в давньогрецьк. νιτρον («нітрон», Арістотель) або римському «нітрон» (Пліній).
Трона була вперше описана та названа в 1773 році шведським консулом Багге в Триполі, який знайшов мінерал у долині Феццан (Лівія).
Назва alkali orientale impurum terrestre, введена шведським хіміком, металургом  і мінералогом Йоханом Готшалком Валлеріусом у 1759 році для нового мінералу, приписується троні різними джерелами, але відповідає хімічно подібному термонатриту.

## Загальний опис
Хімічна формула:
1. За Є. К. Лазаренком: Na3H[СО3]2•2Н2О.
2. За «Fleischer's Glossary» (2018): Na3[CO3] (HCO3)•2(H2 O).
Містить (%): Na2O — 41,2; CO2 — 38,9; H2O — 19,9. Кристалічна структура шарувата, між шарами слабі зв'язки Н2О-О. Утворює пластинчаті, стовпчасті, волокнисті або щільні аґреґати, шарувату масу, кірки і вицвіти на ґрунті. Природі кристали рідкісні. Спайність довершена в одному напрямі. Густина 2,14-2,17. Твердість 2,5-3,5. Колір білий, сірий до жовтувато- і коричнювато-сірого. Блиск скляний. Крихкий. Злом нерівний до напівраковистого. Розчиняється у воді. При взаємодії з сірководнем перетворюється в тенардит. 
Утворюється при висиханні соляних озер спільно з легкорозчинними сульфатами і хлоридами, іноді з боратами, часто в суміші з термонатритом, содою і нагколітом, а також на ґрунті (в аридних областях) і рідко від фумарольної дії.
Супутні мінерали: сода, термонатрит. Крім того, асоціює з натроном, галітом, глауберитом, тенардитом, мірабілітом, гіпсом, шортитом, нортупітом, бредліїтом, пірсонітом.
Найбільші родовища трони локалізовані в доломітових мергелях і бітумінозних глинистих породах формації Ґрін-Рівер (шт. Вайомінг, Юта, Колорадо в США), у відкладах содових озер Серлз-Лейк (шт. Каліфорнія, США); Натром (Танзанія); Ваді-ен-Натрун (Єгипет); є на Алтаї (РФ) і в Долині Смерті (США), Феццан (Лівія), у долині р. Ніл (Єгипет), Кенії, Ірані, Монголії, Судані. 
Трона — важлива содова сировина. Trona є поширеним джерелом кальцинованої соди, яка є важливим економічним товаром через її застосування у виробництві скла, хімікатів, паперу, миючих засобів та текстилю.
Використовується також для кондиціонування води.
Трона використовується для видалення сірки як з димових газів, так і з бурого вугілля.
Також використовується як харчова добавка.